# 해남중학교 축구부
해남중학교 축구부는 전라남도 해남군에 위치한 해남중학교의 축구부이다.

## 역사
2014 금석배 우승
2017 리그 전남권역 준우승
2017 리그 왕중왕전 64강
2024 금석배 16강
2025 전국소년체전 3위

## 같이 보기
- 해남중학교